# Portal del carrer Pasterola
El Portal del carrer Pasterola és un passatge de Biosca (Solsonès) que forma part de l'Inventari del Patrimoni Arquitectònic de Catalunya.

## Descripció
És un passatge del carrer Pasterola. A cada costat del portal hi ha un arc escarser, fet de carreus irregulars, i la part superior que dona a l'habitatge, hi ha bigues de fusta que suporten la planta superior. La façana sud té restes ennegrides fruit del fum que sortia del forn romà de pa (de combustió directa sense escopeta) que hi ha a l'interior de l'edifici esquerre (vista de la foto) aquest forn fou el primer que hi va haver al nucli de Biosca. Construït en pedra, volta de totxo massís i sola de tova catalana, la porta és en ferro fos amb contrapès i corriola, l'estat del qual és molt correcte i en procés de restauració, a la part dreta és on hi havia la botiga on despatxaven el pa.

## Història
La localitat de Biosca fou considerada estratègica en temps carlins. L'any 1839 es construí una fortificació capaç contenir els atacs dels enemics.